# DeKalb Elementary
DeKalb Elementary é um filme de drama em curta-metragem estadunidense de 2017 dirigido e escrito por Reed Van Dyk. A obra foi indicada ao Oscar de melhor curta-metragem em live action na edição de 2018.

## Elenco
- Shinelle Azoroh - Lakisha
- John Brockus - Brooks
- Michael Brown
- Chuck Cobb
- Deloris Crenshaw
- Khairi Davis
- Mylika Davis
- Shawn Davis
- Brie Eley